# غريغ ريتشي
غريغ ريتشي (بالإنجليزية: Gregg Ritchie)‏ هو لاعب كرة قاعدة أمريكي، ولد في 25 يناير 1964 في واشنطن العاصمة في الولايات المتحدة.

## وصلات خارجية
- غريغ ريتشي على موقعبيزبول رفرنس.كوم (الدوري الثانوي) (الإنجليزية)